# Гематурія
Гематурі́я — виділення крові із сечею. Є симптомом багатьох захворювань сечовидільної системи.

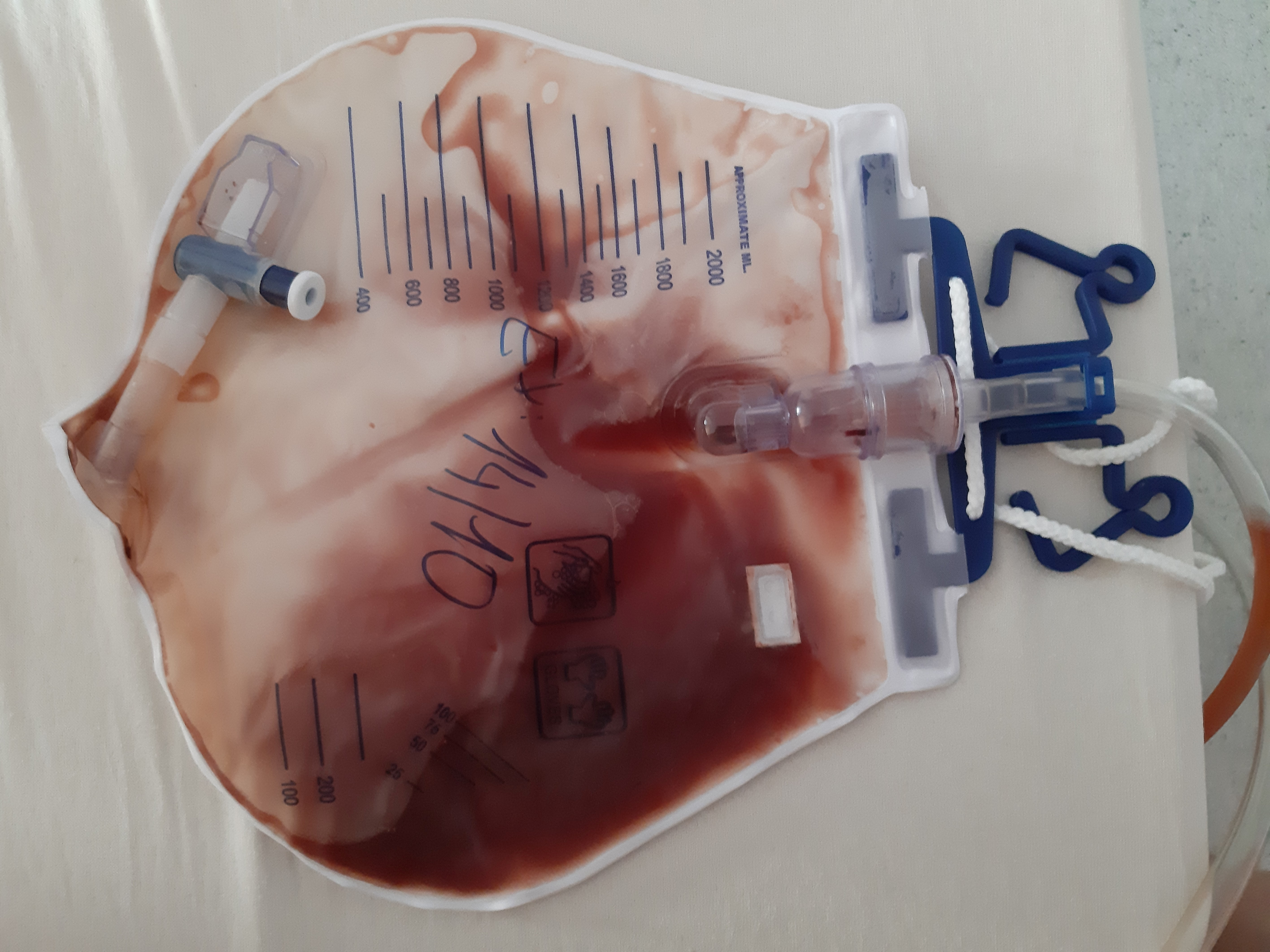
Вигляд макрогематурії у сечоприймальнику

При гематурії наявність еритроцитів у сечі у мікроскопічній (мікрогематурія) або значній (макрогематурія) кількості. Якщо при макрогематурії сеча має червоний або іржавий колір, то мікрогематурія може бути виявлена тільки при мікроскопічному дослідженні.
У нормі в людини може екскретуватися до 85000 еритроцитів на годину, тому у полі зору при звичайній мікроскопії (окуляр 10 х, об'єктив 40 х) виявляють 1-2 еритроцита. При виявленні більше 3-х еритроцитів у двох загальних аналізах сечі діагностують мікрогематурію.
Оцінюють гематурію за допомогою тристаканної проби: в хворого беруть три різні проби сечі — на початку, в середині та наприкінці сечовипускання.
- Наявність крові тільки у першій порції свідчить про ураження уретри: травматичне ураження, папіломи, запалення (з домішками гною).
- Наявність крові тільки в останній порції вказує на ураження сечового міхура або передміхурової залози.
- Тотальна гематурія (кров у всіх порціях) може бути при захворюваннях сечового міхура (гострі геморагічні цистити, каміння сечового міхура, пухлини), а також при ураженні нирок та сечовивідних шляхів (нирковокам'яна хвороба, пухлини тощо)

При гематурії обов'язкова госпіталізація.